# Seat Marbella
Der Seat Marbella ist ein dreitüriger Kleinstwagen des spanischen Autoherstellers Seat, der auf dem Fiat Panda basiert. Er wurde als dessen überarbeitete Version ab Herbst 1985 hergestellt.
Die Trennung von Fiat und die Übernahme durch VW ließ eine Abgrenzung notwendig erscheinen. Die technische Überarbeitung des Fiat Panda Anfang 1986, die vor allem das Fahrwerk betraf, und die Einführung der neuen Fire-Motoren wurde beim Marbella nicht mehr übernommen. Im Vergleich zum zweiten Fiat Panda waren die Standard-Marbella schlechter ausgestattet. So gab es z. B. anfangs einen hinteren Scheibenwischer und einen rechten Außenspiegel nur in der GLX-Version.
Die beiden vorne quer eingebauten 4-Zylinder-Motoren (843 cm³/34 PS/25 kW und 903 cm³/40 PS/29 kW) wurden zunächst vom Vorgängermodell übernommen. Ein Jahr nach Produktionsbeginn fiel der kleinere Motor weg, dafür gab es den 903 cm³-Motor auch mit 42 PS/31 kW. Später stieg dessen Leistung noch auf 45 PS/34 kW. Ab Dezember 1986 kam wegen der großen Nachfrage die 34 PS-Maschine wieder ins Programm.

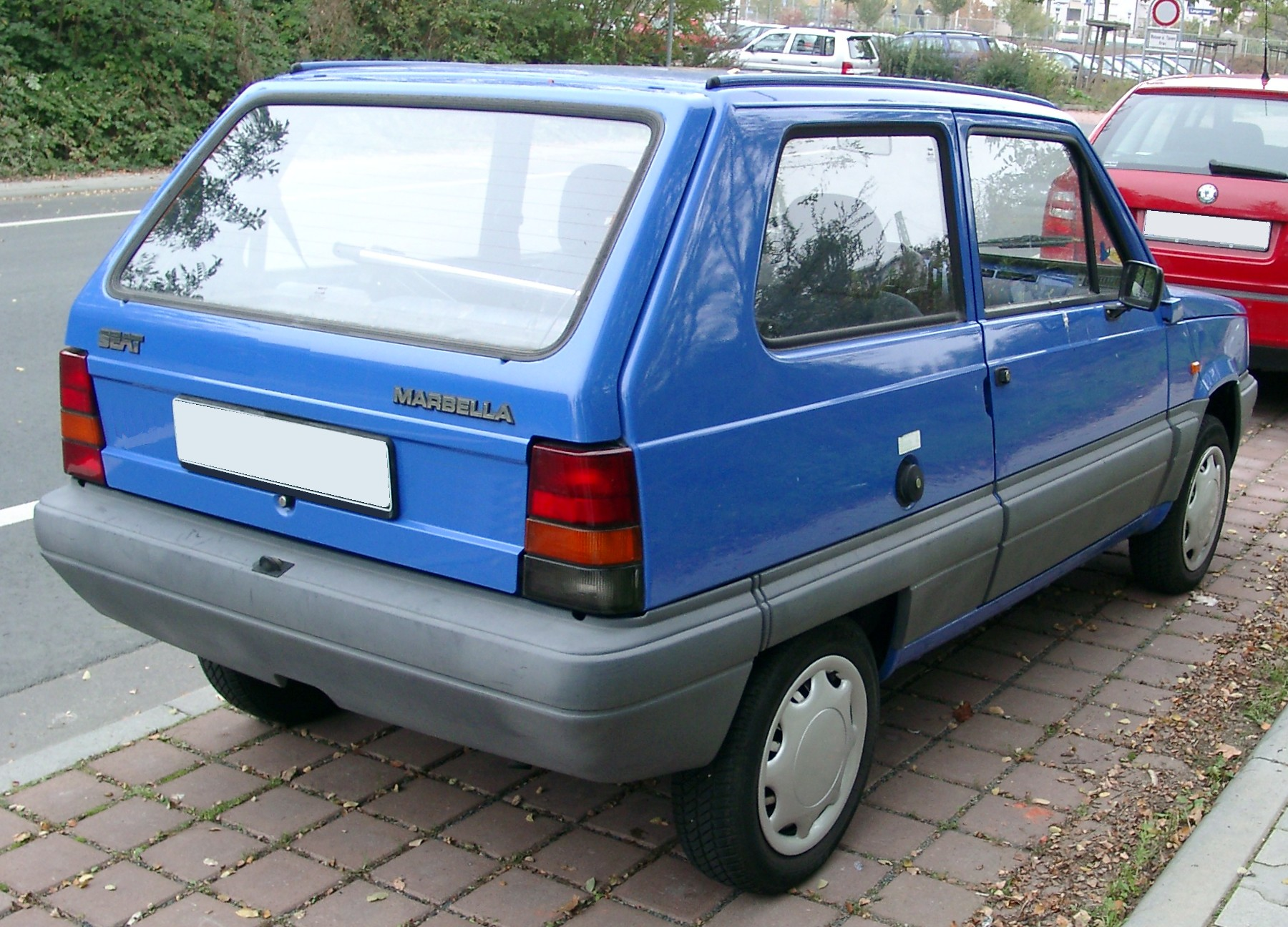
Heckansicht
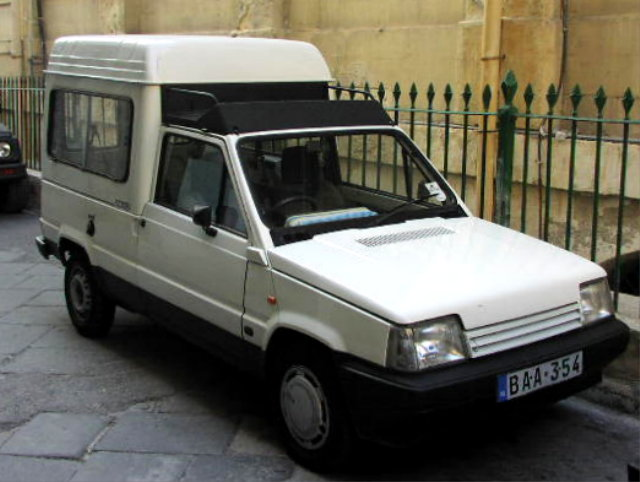
Seat Terra
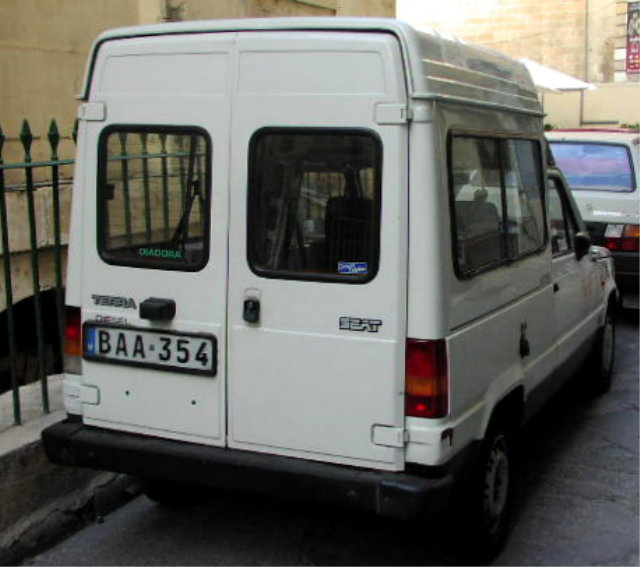
Heckansicht

Seit 1985 gab es den Seat Trans auf verlängerter Panda-Basis. Er war als zweisitziger Kastenwagen mit Hochdach oder als dreitüriger Kombi mit herausnehmbarer Rücksitzbank lieferbar. Mit dem Modellwechsel vom Panda zum Marbella wurde der Trans zum Seat Terra. Neben dem bekannten 903 cm³-Motor wurden nun auch zwei 4-Zylinder-Dieselmotoren von VW angeboten, die aus 1.272 cm³ Hubraum 45 PS/33 kW oder aus 1.398 cm³ Hubraum 48 PS/35 kW schöpften. Die Fahrzeuge waren damit 120–125 km/h schnell.
Der Marbella wurde Ende 1998 eingestellt, der Terra bereits 1995. Bis zum Produktionsende waren 591.151 Exemplare von Marbella und Terra hergestellt worden. Nachfolger des Marbella war der Seat Arosa, während der Terra durch den Seat Inca ersetzt wurde.
Zum Stichtag 1. Januar 2024 waren in Deutschland laut KBA noch 101 Seat Terra angemeldet.

## Produktionszahlen Marbella
Gesamtproduktion 591.151 Fahrzeuge.
| Jahr     | 1985 | 1986 | 1987 | 1988 | 1989 | 1990 | 1991 | Summe   |
| -------- | ---- | ---- | ---- | ---- | ---- | ---- | ---- | ------- |
| Marbella |      |      |      |      |      |      |      |         |
| Terra    |      |      |      |      |      |      |      |         |
| Summe    |      |      |      |      |      |      |      | 341.992 |

| Jahr     | 1992   | 1993   | 1994   | 1995   | 1996   | 1997   | 1998  | Summe   |
| -------- | ------ | ------ | ------ | ------ | ------ | ------ | ----- | ------- |
| Marbella | 74.637 | 33.216 | 27.102 | 29.621 | 21.930 | 18.139 | 2.337 |         |
| Terra    | 25.034 | 10.626 | 6.517  |        |        |        |       |         |
| Summe    | 99.671 | 43.842 | 33.619 | 29.621 | 21.930 | 18.139 | 2.337 | 591.151 |

## Prototypen
1988 präsentierte Kamei auf Basis des Terra das Konzeptfahrzeug Terra Multicar mit verschiedenen Variotop genannten abnehmbaren Heckaufbauten.
1991 wurde der Prototyp Seat Marbella Playa (deutsch: Strand) als Freizeitfahrzeug zwischen Pick-Up und Cabrio vorgestellt. Er war mit einer Dachreling für den Transport von Surfbrettern und einem abnehmbaren Targadach über den Vordersitzen ausgestattet. Auch die Frontansicht war modernisiert worden. Sollte mehr als ein Beifahrer mitgenommen werden, konnten auf den Seiten der Ladefläche Klappstühlchen ausgeklappt werden. Dieses Modell wurde allerdings nicht in Serie produziert. Stattdessen gab es später einen Playa, der ein gewöhnlicher Marbella mit einem Stoffschiebedach war.